# Lykkediamanten
Lykkediamanten er en amerikansk stumfilm fra 1920 af Robert Z. Leonard.

## Medvirkende
- Marion Davies som April Poole
- Madeline Marshall som Diana Mannister
- Hattie Delaro som Stanislaw
- Amelia Summerville som Olive Connal
- Conway Tearle som Kerry Sarle